# ヘンリー・パーシー (初代ノーサンバランド伯)
初代ノーサンバランド伯ヘンリー・パーシー（Henry Percy, 1st Earl of Northumberland, 1341年11月10日 - 1408年2月20日）は、14世紀後期から15世紀前期のイングランドの貴族である。第3代パーシー・オブ・アニック男爵ヘンリー・ドゥ・パーシーとメアリ・オブ・ランカスター（ヘンリー3世の孫であるランカスター伯ヘンリーの娘）の長男。妻は第2代ネヴィル・ドゥ・レビー男爵ラルフ・ネヴィルの娘マーガレット・ネヴィル。ヘンリー・パーシー（ホットスパー）の父。

## 生涯
エドワード3世の代から北部貴族としてスコットランドの国境警備を担当しており、百年戦争にも従軍した。1377年に孫のリチャード2世の戴冠式に出席、ノーサンバランド伯爵を叙爵された。
しかし、リチャード2世から辺境守護職を取り上げられた上、1397年に妻の甥にあたるラルフ・ネヴィルにウェストモーランド伯爵が授与されるとこれに反発、1399年、リチャード2世の従弟のヘンリー・ボリングブルック（後のヘンリー4世）がクーデターを起こすとウェストモーランド伯らと共にボリングブルックに寝返りリチャード2世廃位に貢献、即位したヘンリー4世から恩賞としてマン島の支配権を獲得した。
1402年にスコットランド軍を子のホットスパーと共に迎撃し、ホームドンの丘の戦いに勝利してダグラス伯アーチボルド・ダグラスを捕らえたが、ダグラス伯の処遇を巡りヘンリー4世と対立、加えて姻戚関係にありウェールズで反乱を起こしていたオワイン・グリンドゥールに捕らえられていたサー・エドマンド・モーティマーの解放をヘンリー4世が拒否したことから決別、ダグラス伯やグリンドゥールと組んで反旗を翻した。しかし1403年、シュルーズベリーの戦いで弟のトマス・パーシーとホットスパーが戦死した為降伏。直接反乱に参加しなかったという事で爵位は保たれたが、1405年にヨーク大司教リチャード・スクループ、ノーフォーク伯トマス・モウブレーと呼応してマーチ伯エドマンド・モーティマー（サー・エドマンド・モーティマーの甥）を王位継承者に擁立して再度反抗、敗れてスコットランドへ亡命した。この時点で爵位と領土は取り上げられている。
1408年、イングランドに戻りヨークシャーへ攻め込んだがブラマム・ムーアの戦いで敗死。頭は切断され、ロンドン橋で晒された。一緒にスコットランドへ亡命していた孫のヘンリー（ホットスパーの遺児）は1416年にヘンリー5世によって爵位を与えられ、復権した。